# Seal Best collection
『seal Best Collection』（シールベストコレクション）は、日本のアダルトゲームブランド・softhouse-seal（株式会社アンノックアウト）が発売した複数の低価格帯アダルトゲーム作品を収録したオムニバスタイトルである。
本項では、ダウンロード販売方式のみで発売されている『Seal Best Collection』第1集に収録された3タイトルのダイジェスト版と携帯電話ゲームのWindows移植版を収録した姉妹作『sealの缶詰 汁缶一発目』（シールのかんづめ しるかんいっぱつめ）についても記述する。

## 各集の概要
収録タイトルの内容については個別記事を参照。

### Seal Best collection
第1集『Seal Best collection』は、2008年5月30日に発売された。収録タイトルは以下の通りで、2006年から2007年前半にかけてのsealが商業ベースでのパッケージ版流通を開始する以前の同人サークル時代に開発した3タイトルが収録されている。
聖凌学園レイプ同好会
2006年8月9日発売。sealのPC用アダルトゲームデビュー作で、同名携帯電話アプリゲームの移植作品。
シナリオ：八雲意宇 / 原画：どわるこふ / 企画：ふぇれっと君 / 監督：えろっ茶
H×H×H＝始まりはHから 〜大好きだから、大嫌いっ!〜
2006年12月21日発売。
シナリオ：卯月一葉 / 原画：かごのとり / 企画・監督：猫目
性春ダイナマイトっ!! 〜イケない放課後〜
2007年3月23日発売。
シナリオ：森麻美 / 原画：あちくん / 企画・監督：猫目

### seal best collection2 -エロいっぱいの真心ギフト これでいつでもH三昧!!-
第2集『seal best collection2 -エロいっぱいの真心ギフト これでいつでもH三昧!!-』は、2011年9月30日に発売された。収録タイトルは以下の通りで、2008年後半から2009年に発売されたタイトルを収録しておりフルプライスブランドのsofthouse-seal GRANDEEの全作品に参加している原画家・2-Gのデビュー作を収録していることがセールスポイントとなっている。全タイトルとも監督：産蝶。
ラッキー☆バード -エッチな幸運…これってホントにラッキーか!?-
2009年4月24日にダウンロード版、5月1日にパッケージ版発売。
シナリオ：遊真一希 / 原画：2-G
正しい子作りを知らぬ未来人の輪舞
2009年11月20日発売。
シナリオ：草薙 / 原画：ジェット世渡り
主題歌：doubleeleven UpperCut「Love Climax 〜愛の応用研究〜」
ようこそ♪ セールア学園中出しフェスティバル
2009年12月25日発売。
シナリオ：遊真一希 / 原画：あきのしん
主題歌：doubleeleven UpperCut「Love Festival 〜愛の校内放送〜」
サイレン鳴ったら、2秒でえっち!?
2009年3月27日発売。
シナリオ：夏椿 / 原画：あちくん
ぜったい中出し警報! -中出ししないと人類滅亡!?-
2008年12月26日にダウンロード版、2009年1月23日にパッケージ版発売。
シナリオ：蜜村あんず / 原画：あちくん

### seal Best collection3 seal vs. Re:verse -俺よりエロい奴に会いに行く…-
第3集『seal Best collection3 seal vs. Re:verse -俺よりエロい奴に会いに行く…-』は、2012年6月29日に発売された。2010年にsealから発売された3タイトルと2007年から2008年にかけて全5タイトルを発売したsealの姉妹ブランド・Re:verseの「Rapest」シリーズ2タイトルを収録している。
softhouse-sealのタイトル
いずれも監督：産蝶。
中出し鬼 -無人島で犯しあい-
2010年2月26日発売。GRANDEE『ぜったい猟域☆セックス・ロワイアル!! 〜無人島犯し合いバトル〜』のベースとなったタイトルである。
シナリオ：夏椿 / 原画：ごばん
主題歌：doubleeleven UpperCut「Love Survival 〜愛の軍事演習〜」
感染って発情アクメ菌! -精にまみれた女学園-
2010年6月25日発売。
シナリオ：遊馬一希 / 原画：さがらいせ
主題歌：本木咲黒（Roundbooster Architexture）「妄殺Level4.5」
孕ませ修学旅行 〜そうだ、子作りに行こう〜
2010年11月19日発売。
シナリオ：不二川“でぇすて”巴人 / 原画：かずきひより
主題歌：doubleeleven UpperCut「Yellow Sensation 〜秋深し 黄色く染まる 修学旅行生（トラベラー）〜」
Re:verseのタイトル（「Rapest」シリーズ）
両タイトルともシナリオ：草薙 / 原画：あちくん。
the world of rapest
2007年10月26日発売。
Mr.Invisible -Legend of Rapest-
2008年10月24日発売。

## sealの缶詰 汁缶一発目
『sealの缶詰 汁缶一発目』は、第1集『Seal Best collection』のプロモーションを兼ねて2008年4月25日に発売されたダイジェスト版である。ダウンロード販売のみでパッケージ版は発売されていない。『Seal Best collection』と同じ『聖凌学園レイプ同好会』『H×H×H＝始まりはHから』『性春ダイナマイトっ!! 』の3タイトルから抜粋した12点のイベントシーンと、以下の携帯電話アプリゲーム3タイトルのPC移植版が収録されている。
- 魁! YRPドキュモ学園
- ハルカナRU宇宙人♪
- いち、たす、いちは?

当初はシリーズ化を企図していたと見られ「一発目」とナンバリングされているが、第2作以降は発売されていない。